# Сандерсон (Тексас)
Сандерсон (енгл. Sanderson) насељено је место без административног статуса у америчкој савезној држави Тексас.

## Демографија
По попису из 2010. године број становника је 837, што је 24 (-2,8%) становника мање него 2000. године.
| Група             | 2000.       | 2010.       |
| Белци             | 392 (45,5%) | 395 (47,2%) |
| Афроамериканци    | 0 (0,0%)    | 3 (0,4%)    |
| Азијати           | 6 (0,7%)    | 3 (0,4%)    |
| Хиспаноамериканци | 443 (51,5%) | 430 (51,4%) |
| Укупно            | 861         | 837         |